# روما (جورجيا)
روما (بالإنجليزية: Rome, Georgia)‏ هي مدينة تقع في بولاية جورجيا في الولايات المتحدة. تبلغ مساحة هذه المدينة (كم²)، وترتفع عن سطح البحر 77.3 م، بلغ عدد سكانها 187 نسمة في عام 2010 حسب إحصاء مكتب تعداد الولايات المتحدة.

## التركيبة السكانية
حدّد مكتب تعداد الولايات المتحدة بيانات التركيبة السكانية لروما في تعداد الولايات المتحدة. في ما يلي، التركيبة السكانية حسب تعدادي 2000 و2010.

### تعداد عام 2000
بلغ عدد سكان روما 34,980 نسمة بحسب تعداد عام 2000، وبلغ عدد الأسر 13,320 أسرة وعدد العائلات 8,438 عائلة مقيمة في المدينة. في حين سجلت الكثافة السكانية 416.3 نسمة لكل كيلومتر مربع (1,078.2/ميل2). وبلغ عدد الوحدات السكنية 14,508 وحدة بمتوسط كثافة قدره 172.7 لكل كيلومتر مربع (447.3/ميل2).
وتوزع التركيب العرقي للمدينة بنسبة 63.12% من البيض و27.66% من الأمريكيين الأفارقة و0.39% من الأمريكيين الأصليين و1.42% من الأمريكيين ذوي الأصول الآسيوية و0.16% من سكان جزر المحيط الهادئ و5.61% من الأعراق الأخرى و1.64% من عرقين مختلطين أو أكثر و10.35% من الهسبانيون أو اللاتينيون من أي عرق.
بلغ عدد الأسر 13,320 أسرة كانت نسبة 34% منها لديها أطفال تحت سن الثامنة عشر تعيش معهم، وبلغت نسبة الأزواج القاطنين مع بعضهم البعض 41.2% من أصل المجموع الكلي للأسر، ونسبة 17% من الأسر كان لديها معيلات من الإناث دون وجود شريك، بينما كانت نسبة 5.1% من الأسر لديها معيلون من الذكور دون وجود شريكة وكانت نسبة 36.7% من غير العائلات. تألفت نسبة 30.9% من أصل جميع الأسر من عدة أفراد يعيشون في نفس المنزل ونسبة 14.1% كانت تتألف من شخص يعيش بمفرده يبلغ من العمر 65 عاماً أو أكثر. وبلغ متوسط حجم الأسرة المعيشية 2.47، أما متوسط حجم العائلات فبلغ 3.07.
بلغ العمر الوسطي للسكان 34.6 عاماً. وكانت نسبة 24% من القاطنين تحت سن الثامنة عشر، وكانت نسبة 10% بين الثامنة عشر والرابعة والعشرين عاماً، ونسبة 26.1% كانت واقعةً في الفئة العمرية ما بين الخامسة والعشرين والرابعة والأربعين عاماً، ونسبة 19.5% كانت ما بين الخامسة والأربعين والرابعة والستين، ونسبة 14.3% كانت ضمن فئة الخامسة والستين عاماً فما فوق. يوجد لكل 100 أنثى 89.5 ذكر، ويوجد لكل 100 أنثى في الثامنة عشر من عمرها فما فوق 85.3 ذكر.
بلغ متوسط دخل الأسرة في المدينة 30,930 دولارًا، أما متوسط دخل العائلة فبلغ 37,775 دولارًا. وكان متوسط دخل الذكور 30,179 دولارًا مقابل 22,421 دولارًا للإناث. وسجل دخل الفرد الخاص بالمدينة 17,327 دولارًا. وكانت نسبة 15.3% من العائلات ونسبة 20.3% من السكان تحت خط الفقر، وكان من هؤلاء نسبة 30% تحت سن الثامنة عشر ونسبة 16.3% في الخامسة والستين من العمر وما فوق.

### تعداد عام 2010
بلغ عدد سكان روما 36,303 نسمة بحسب تعداد عام 2010، وبلغ عدد الأسر 13,885 أسرة وعدد العائلات 8,612 عائلة مقيمة في المدينة. في حين سجلت الكثافة السكانية 432 نسمة لكل كيلومتر مربع (1,118.9/ميل2). وبلغ عدد الوحدات السكنية 15,797 وحدة بمتوسط كثافة قدره 188 لكل كيلومتر مربع (486.9/ميل2).
وتوزع التركيب العرقي للمدينة بنسبة 57.35% من البيض و27.75% من الأمريكيين الأفارقة و0.59% من الأمريكيين الأصليين و1.91% من الأمريكيين ذوي الأصول الآسيوية و0.19% من سكان جزر المحيط الهادئ و9.73% من الأعراق الأخرى و2.47% من عرقين مختلطين أو أكثر و16.23% من الهسبانيون أو اللاتينيون من أي عرق.
بلغ عدد الأسر 13,885 أسرة كانت نسبة 33.2% منها لديها أطفال تحت سن الثامنة عشر تعيش معهم، وبلغت نسبة الأزواج القاطنين مع بعضهم البعض 37.9% من أصل المجموع الكلي للأسر، ونسبة 19.2% من الأسر كان لديها معيلات من الإناث دون وجود شريك، بينما كانت نسبة 4.9% من الأسر لديها معيلون من الذكور دون وجود شريكة وكانت نسبة 38% من غير العائلات. تألفت نسبة 32.1% من أصل جميع الأسر من عدة أفراد يعيشون في نفس المنزل ونسبة 12.7% كانت تتألف من شخص يعيش بمفرده يبلغ من العمر 65 عاماً أو أكثر. وبلغ متوسط حجم الأسرة المعيشية 2.50، أما متوسط حجم العائلات فبلغ 3.16.
بلغ العمر الوسطي للسكان 35.1 عاماً. وكانت نسبة 25.7% من القاطنين تحت سن الثامنة عشر، وكانت نسبة 10% بين الثامنة عشر والرابعة والعشرين عاماً، ونسبة 26.5% كانت واقعةً في الفئة العمرية ما بين الخامسة والعشرين والرابعة والأربعين عاماً، ونسبة 23.6% كانت ما بين الخامسة والأربعين والرابعة والستين، ونسبة 14.2% كانت ضمن فئة الخامسة والستين عاماً فما فوق. وتوزع التركيب الجنسي للسكان بنسبة 47.6% ذكور و52.4% إناث.

## المناخ
يظهر الجدول التالي التغييرات المناخية على مدار السنة لروما:
| البيانات المناخية لـروما          | البيانات المناخية لـروما | البيانات المناخية لـروما | البيانات المناخية لـروما | البيانات المناخية لـروما | البيانات المناخية لـروما | البيانات المناخية لـروما | البيانات المناخية لـروما | البيانات المناخية لـروما | البيانات المناخية لـروما | البيانات المناخية لـروما | البيانات المناخية لـروما | البيانات المناخية لـروما | البيانات المناخية لـروما |
| الشهر                             | يناير                    | فبراير                   | مارس                     | أبريل                    | مايو                     | يونيو                    | يوليو                    | أغسطس                    | سبتمبر                   | أكتوبر                   | نوفمبر                   | ديسمبر                   | المعدل السنوي            |
| --------------------------------- | ------------------------ | ------------------------ | ------------------------ | ------------------------ | ------------------------ | ------------------------ | ------------------------ | ------------------------ | ------------------------ | ------------------------ | ------------------------ | ------------------------ | ------------------------ |
| متوسط درجة الحرارة الكبرى °م (°ف) | 12 (53)                  | 14 (58)                  | 17 (62)                  | 23 (74)                  | 28 (82)                  | 32 (89)                  | 33 (91)                  | 33 (91)                  | 29 (85)                  | 23 (74)                  | 17 (62)                  | 12 (53)                  | 23 (73)                  |
| متوسط درجة الحرارة الصغرى °م (°ف) | −1 (31)                  | 1 (34)                   | 3 (38)                   | 8 (46)                   | 13 (55)                  | 17 (63)                  | 19 (67)                  | 19 (66)                  | 16 (60)                  | 8 (47)                   | 2 (35)                   | −1 (31)                  | 9 (48)                   |
| الهطول مم (إنش)                   | 120 (4.9)                | 130 (5.3)                | 150 (5.8)                | 110 (4.3)                | 100 (4)                  | 97 (3.8)                 | 120 (4.9)                | 79 (3.1)                 | 110 (4.2)                | 71 (2.8)                 | 81 (3.2)                 | 140 (5.4)                | 1٬310 (51.4)             |
| المصدر: Weatherbase               |                          |                          |                          |                          |                          |                          |                          |                          |                          |                          |                          |                          |                          |

## أعلام
- إدغار شاندلير
- ويلارد نيكسون
- بوتش ووكر
- هيلين وودرو بونز
- ألفرد كامينغ
- أرن أندرسون
- تشارلز ه فاهي
- مايك غلين
- إليزا فرانسيس أندروز
- جورج ستيفن موريسون

## وصلات خارجية
- 0356504[1]
- Cities & Counties - Georgia.gov

1. ↑  "US Board on Geographic Names". الماسح الجيولوجي الأمريكي. 25 أكتوبر 2007. اطلع عليه بتاريخ 2008-01-31.